# Filosofía antigua, misterios y magia
Filosofía antigua, misterios y magia. Empédocles y la tradición pitagórica (en inglés Ancient Philosophy, Mystery and Magic. Empedocles and Pythagorean Tradition) es una obra de 1995 del filósofo británico Peter Kingsley.

## Sinopsis
Aunque Empédocles ha jugado un inmenso papel en el desarrollo de la cultura occidental, muy poco es lo que se sabe sobre este filósofo que vivió en Sicilia durante el siglo V a. C.. Esta obra sitúa los fragmentos filosóficos de Empédocles dentro del contexto original de la filosofía de su época. Peter Kingsley prueba que Empédocles no fue una figura aislada sino que estuvo relacionado con el antiguo pitagorismo, y sus vínculos con esta escuela demuestran el origen pitagórico de los mitos platónicos.
El libro examina también las relaciones entre la antigua magia, la ciencia y la religión. Su autor traza una línea de transmisión desde Empédocles y la tradición pitagórica hasta el sur de Egipto y el Islam. Se trata de un proceso lleno de significado para llegar a entender no sólo la filosofía griega, sino también el origen de la alquimia, el sufismo y la mística medieval.

## Edición en castellano
- Kingsley, Peter (2008). Filosofía antigua, misterios y magia. Empédocles y la tradición pitagórica. Cartoné, 568 páginas, traducción Alejandro Coroleu, Colección Memoria mundi (Tercera edición). Vilaür: Ediciones Atalanta. ISBN 978-84-947297-2-0.

- Datos: Q5862019